# Colonia 13 de Julio
Colonia 13 de Julio är en ort i Mexiko.   Den ligger i kommunen Pueblo Nuevo och delstaten Guanajuato, i den centrala delen av landet, 270 km nordväst om huvudstaden Mexico City. Colonia 13 de Julio ligger 1 721 meter över havet och antalet invånare är 251.
Terrängen runt Colonia 13 de Julio är en högslätt. Runt Colonia 13 de Julio är det ganska tätbefolkat, med 199 invånare per kvadratkilometer. Närmaste större samhälle är Irapuato, 12,7 km norr om Colonia 13 de Julio. Trakten runt Colonia 13 de Julio består till största delen av jordbruksmark.